# Ратно војно гробље Британског Комонвелта у Нишу
Ратно војно гробље Британског Комонвелта у Нишу настало на падинама Делијског Виса током Великог рата, једно је од три енглеска гробља која су постојала у Краљевини Србији а потом и Краљевини Југославији, поред оних у Скопљу и Врњачкој Бањи. Основано је на тадашњем Војничком гробљу из балканских ратова, на почетку Великог рата, данас спомен обележју проглашеном 25. децембра 1986. године за историјског и културног добра Републике Србије. На њему су, као посебно издвојеном простору Српског војног гробља, једни поред других, сахрањени посмртни остаци 7 британских медицинских сестара и 34 војника, чиновника и доктора, окружени са свих страна гробовима око 2.500  погинулим и умрлих хероја из јединица Српске Војске, али и поражених окупатора Аустроугарске, Немачке и Бугарске војске, а током Другог светског рата и недићеваца, четника и савезнички пилоти настрадалих у бомбардовању Ниша или умрлих као заточеници логора на Црвеном крсту.

## Ниво заштите
Ратно војно гробље Британског Комонвелта у Нишу је Према одлуци Извршног савета Скупштине општине Ниш Бр. 020 – 29/ 83 од 7. марта 1983. године, 25. децембра 1986. године уписано као непокретно културно добро — споменик културе, под редним бројем СК 145 у локални регистар Завода за заштиту споменика културе Ниш, и под бројем СК 686 у централни регистар Републике Србије.
Надлежни завод који води локални регистар и бригу о овом локалитету је: Завод за заштиту споменика културе Ниш.

## Положај, пространство и изглед
Ратно војно гробље Британског Комонвелта налази у саставу Војничког гробља на Делијском Вису, насељу града Ниша, које је административно на подручју градскe општине Палилулa у Нишавском управном округу.
Омеђено је са истока Француском улицом, са југа и запада Улицом Вељка Петровића, са севера Улицом Милунке Савић.
Лоцирано је око 5 км источно од центра града Ниша, на око 200 метара јужно од магистралне саобраћајнице која повезује центар Ниша и Нишку Бању и на око 500 метара југоисточно од споменика Ћеле Кула и Војне болнице, у којој је преминуо највећи број сахрањених на овом гробљу.
Простире се на површини од 300 m², ограђеној са свих страна зидом од притесаног камена. Садржи 41 спомен плочу постављену у шест правилних редова са урезаним именима и презименима војном јединицом и годином погибије сваког сахрањеног. Централно обележје гробља је камени спомен крст, постављен 2. маја 1929. године.

## Историја Ратног војног гробља Британског Комонвелта у Нишу
Ратно војно гробље Британског Комонвелта у Нишу, настало је по налогу Српске власти која је хтеле да покојне савезнике некако одвоји од Срба, и сахрани их на посебној парцели Српског војног гробља на Делијском Вису. На тако формираној парцели или Британском ратном гробљу по окончању Великог рата, 12. маја 1929. настао је меморијални комплекс Ратно војно гробље Британског Комонвелта, познато међу старим нишлијама и као Енглеско ратничко гробља, у знак сећања на припаднике Британског Комонвелта, који су као чланови Британске санитетске мисије у Нишу преминули у Војној болници 1914 и 1915. године.
Меморијални комплекс је изграђен по пројекту архитекте сер Роберта Лоримера. Освећено је 12. маја 1929. године од стране владике нишког господина Доситејна. Комеморацији коју је свечано отворио хор нишких свештеника, присуствовали су неких од чланова породица и родбине сахрањених војника, лично тадашњи енглески амбасадор у Београду господин Кенард, конзул господин Блекнеј, војни аташе и секретар амбасаде. Његово величанство краља Александра Карађорђевића заступао су изасланици, ђенерал Милош Никодијевић, командант Пете армијске области, ђенерал Воја Николајевић, већи део министарског састава и председника општине Ниш Драгиша Цветковић. На крају комеморације, пошто је уз звуке посмртног марша двадесетак делегација положило венце, сви присутни су дали завет да ће све учинити да се вечно очува енглеско-српско пријатељство.

## Историја Војничког гробља у Нишу
Гробље за време балканских ратова и Великог рата
Вероватно да је сахрањивање на Војничком гробљу почело још 1912. и 1913. године у току велике епидемије колере, за време балканских ратова а наствило се и током Првог светског рата, када је на њему сахрањено  7 медицинских сестара и 34 војника, чиновника и доктора, припадника Британског комонвелта, из састав санитетске Мисије из Велике Британије која ради у Војној болници у Нишу.
Сматра се да је Војничком гробљу у Нишу 1910-тих година сахрањено преко 2.500 војника претежно оболелих од пегавог тифуса, али и задобијених рана широм Србије, 1914. и 1915. године који су лечени у нишкој Војној болницикоја. Како је поред рањеника лечено и око три хиљаде болесника оболелих од сва три облика тифуса, а дневно је у време шестомесечне епидемије умирало и до 36 људи, део умрлих сахрањен је на овом гробљу.
У време Великог рата на гробљу су сахрањени и оне који су се за живота борили на супротним странама Аустроугари, Немци, Бугари.

### Гробље за време Другог светског рата
Сахрањивање на Војничком гробљу на Делијском Вису је настављено и током Другог светског рата, када су на њему сахрањивани недићевски војници, па и четници који су лечени у Војној болници или умрли у логору ма Црвеном крсту.
Након што је међу првим страним поданицима који су доспели у логор на Црвеном крсту (док је он имао функцију заробљеничког логора), били и енглеских војника, заробљених приликом немачког освајања грчког острва Крит и приликом разбијања савезничке армије у Грчкој, неколико умрлих у логору сахрањено је на овом гробљу. На гробљу је заједно са Британским војницима сахрањено и неколико Америчких пилота, заточеника логора на Црвеном крсту, по правилима прописаним Женевском и Хашком конвенцијом, које су се придржавали Немци када је реч о овој групи затвореника.
Могуће је да је на гробљу сахрањено и девет америчких пилота, чији је авион срушен од стране немачких снага током Другог свјетског рата - 14. априла 1944. године, изнад Паси Пољане. Њихова тела су после рата ексхумирана и пребачена у Сједињене Америчке Државе.
Након ослобођења Ниша 14. октобра 1944. године на гробљу су сахрањивани и војници који су лечени од задобијених рана на Сремском фронту, али и припадници Југословенска војске све до 1956. године.

### Гробље након Другог светског рата
По завршетку Другог светског рата, како се незванично може чути, гробље је остало без титулара препуштено пропадању. У таквим условима Војно гробље на Делијском Вису је значајно оштећено вандалским, често и осветничким понашањем појединаца, или прикривене освете локалног становништва насеља Делијски Вис због чињеница да су током Другог светског рата овде сахрањивани недићевски војници, па и четници који су лечени у Војној болници за време Другог светског рата.
Међутим вандалски чин који је кулминирао августа 1988. године у комунистичкој Југославији, у склопу изградње великог стамбеног комплекса, на коме је Војска градила станове за своје припаднике. Посмртни остаци су извађени из гробова и пребачени на друга места, а на парцели Војног гробља, направљено петнаест стамбених објеката и склониште, док је де остављен за меморијално гробље или Ратно војно гробље Британског Комонвелта у Нишу, које стављено под заштиту државе 1983. године.
Тада је Војничко гробље са скоро 5 хектара сведено на само 300 m², колико данас износи површина меморијалног комплекса у чијем саставу се поред каменом оградом ограђеног Ратног војног гробља Британског Комонвелта захваљујући нишком архитекте Михаилу Миши Медведеву остао сачуван и мали део српског гробља.
На том једино сачуваном простору су по завршетку стамбене изградње закопани посмртни остаци 1.779 неидентификованих особа из непознатих периода, сакупљени са некадашњег Војничког гробља на Делијском Вису.